# Kelenken
Kelenken is een geslacht van uitgestorven vogels dat behoort tot de schrikvogels (Phorusrhacidae), een familie van vleesetende vogels die niet konden vliegen.
Kelenken leefde ongeveer 15,7 miljoen jaar geleden, tijdens het Mioceen, in het gebied van het huidige Argentinië. De vogel was waarschijnlijk een vleeseter die zijn prooi al rennend achterna zat en met de snavel doodde. Met een geschatte hoogte van ruim twee, misschien drie meter is Kelenken mogelijk het grootst bekende lid van de familie schrikvogels (Phorusrhacidae). Een andere kandidaat voor deze titel is de meer robuuste Brontornis.
Het geslacht is slechts bekend van een enkele vondst en wordt vooralsnog vertegenwoordigd door één soort: Kelenken guillermoi.

## Ontdekking en naamgeving

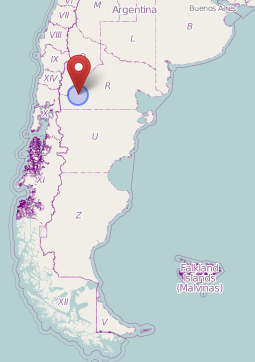
kaart met (bij benadering) de locatie van het holotype

In maart 1999 vonden de scholier Guillermo Oscar Aguirre-Zabala en een vriend van hem op ongeveer honderd meter van het treinstation van Comallo, een klein dorp in het zuidwesten van de provincie Río Negro in Argentinië, tussen twee huizen, de fossiele resten van een vogel. Zij hadden voordien al enkele fossielen gevonden en hadden het paleontologische museum van San Carlos de Bariloche gecontacteerd. Daar hadden ze geleerd rond het fossiel te graven en het te extraheren, wat ze dan ook deden. Aguirre-Zabala en zijn vriend, die zelf een eerste preparatie hadden uitgevoerd, vervoerden het gevonden fossiel naar de stad Bariloche en leverden het af bij de paleontologische verzameling van het kleine plaatselijke museum, het Museo de la Patagonia. Daar bleef het vijf jaar onbestudeerd liggen, totdat de Amerikaanse paleontoloog Luis Maria Chiappe over de vondst hoorde. Chiappe herkende de resten als die van een tot dan onbekende schrikvogel. Een team van het Museo Paleontológico Egidio Feruglio voltooide hierop de preparatie. Samen met twee andere specialisten, Sara Bertelli en Claudia Tambussi, zette Chiappe zich aan het werk om een beschrijving te maken. Het team vond het fossiele materiaal voldoende afwijkend van eerder beschreven soorten om plaatsing in een nieuw geslacht te rechtvaardigen.

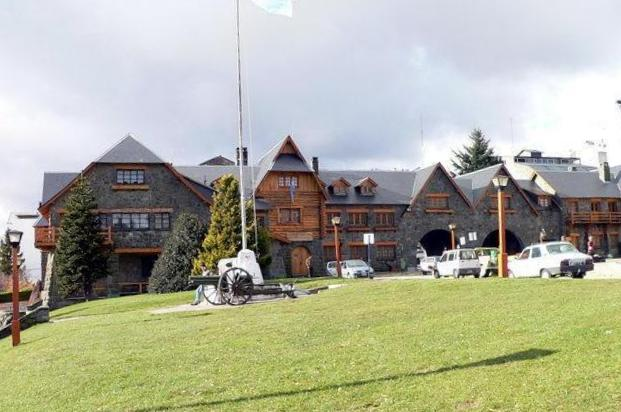
Het Museo de la Patagonia, waar het holotype van Kelenken vijf jaar onbestudeerd bleef liggen

In 2007 publiceerden Bertelli, Chiappe en Tambussi een artikel in het Journal of Vertebrate Paleontology waarin ze het nieuwe geslacht beschreven en benoemden. Ze gaven de typesoort van dit nieuwe geslacht de wetenschappelijke naam Kelenken guillermoi. De geslachtsnaam is een verwijzing naar Kélenken, een schrikwekkende demon uit de mythologie van de Tehuelche, de oorspronkelijke inwoners van de streek waar de resten waren gevonden. De inheemse bevolking van Patagonië verbeeldde deze demon als een gigantische roofvogel. De soortaanduiding eert Guillermo Aguirre-Zabala als ontdekker van het holotype, het specimen waaraan de naam verbonden is.
Het holotype heeft het inventarisnummer BAR 3877-11. "BAR" staat hier voor Museo Asociación Paleontológica Bariloche, de vereniging die het specimen in haar collectie heeft. Het is opgegraven uit een dagzomende laag die waarschijnlijk deel uitmaakt van de Collón Curá Formation, een pyroclastische formatie die zich over een groter deel van de regio uitstrekt. De stratigrafie van dit gebied is slechts oppervlakkig bestudeerd. Welke lagen precies op welke locaties aan het oppervlak komen, is nog onvoldoende bekend. De ouderdom van de laag waarin Kelenken werd gevonden, is hierdoor ook niet met grote zekerheid vast te stellen, maar vergelijkingen van de fauna uit deze laag met die van andere gebieden en enkele radio-isotopische metingen maken een leeftijd van ongeveer 15,7 miljoen jaar aannemelijk. De laag dateert dan uit het middelste Mioceen.
De beschrijving van Kelenken is gebaseerd op het enige exemplaar waarvan fossiele resten zijn gevonden. De gevonden delen bestaan uit een vrijwel complete schedel zonder onderkaken, de hele tarsometatarsus — de bij vogels tot één bot vergroeide middenvoetsbeentjes — van de linkerpoot, de bovenste helft van een van de proximale falangen ofwel eerste teenkootjes, en enkele niet verder te identificeren botfragmenten.

## Beschrijving

### Grootte

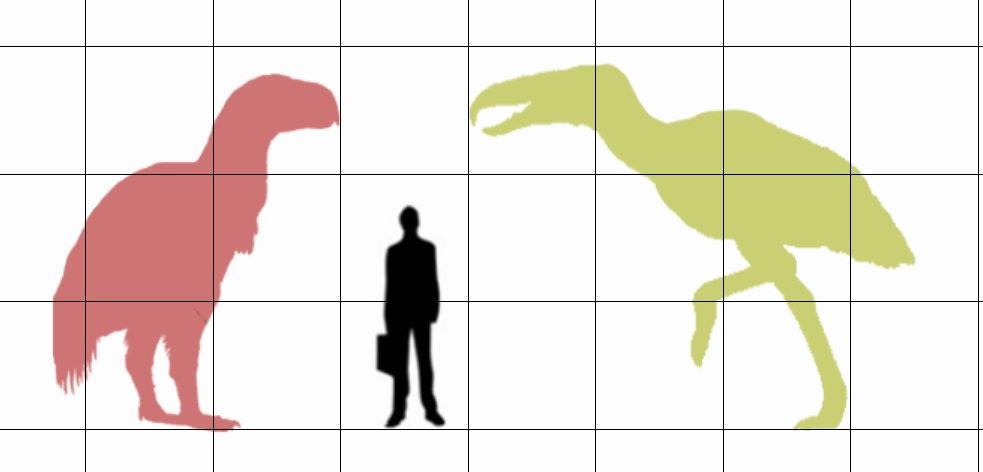
Vergelijking tussen de hoogtes van Brontornis, Kelenken en een mens; men is hier uitgegaan van een hoogte van drie meter voor Kelenken

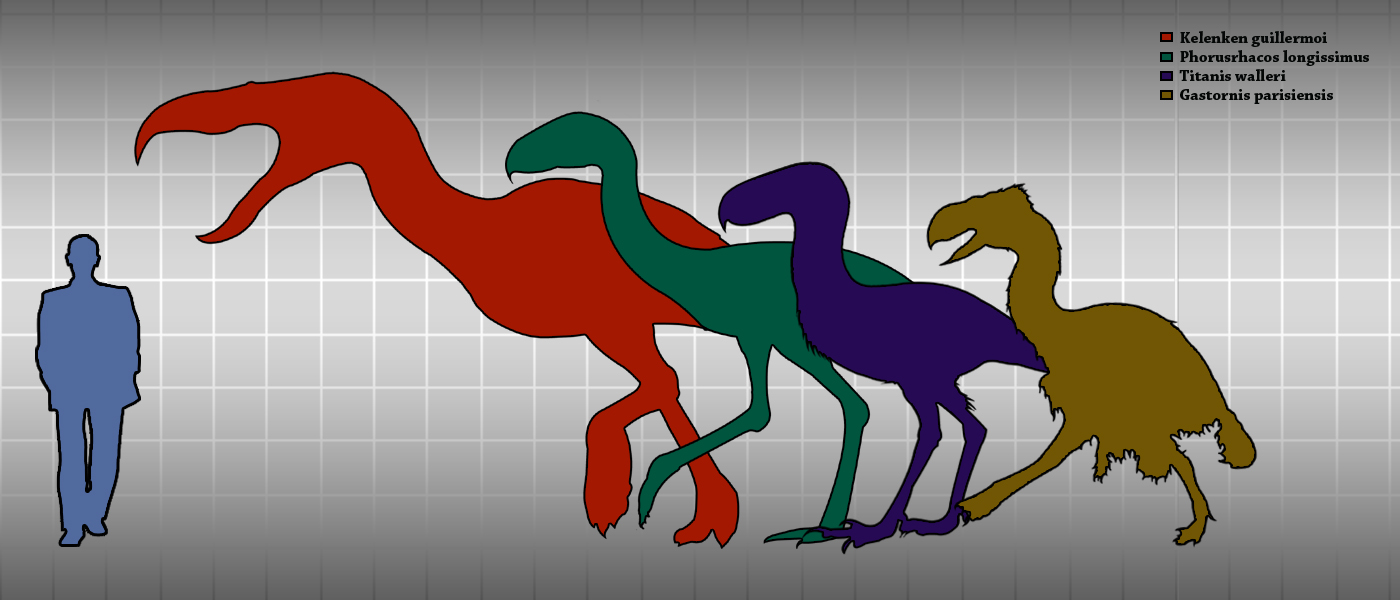
Kelenken (in rood) vergeleken met een mens, andere bekende schrikvogels en de uitgestorven loopvogel Gastornis

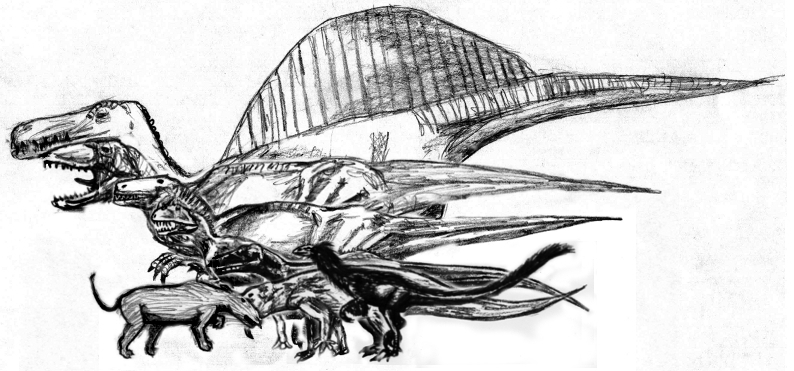
Kelenken, in het donkergroen, vergeleken met andere grote uitgestorven roofdieren

Kelenken is vermoedelijk de grootste bekende schrikvogel. De exacte hoogte van het dier is echter onzeker: In populaire wetenschapsartikelen wordt de hoogte vaak vermeld als drie meter, maar Bertelli et al. vermelden dit getal nooit. Wel staat in de protoloog een reconstructie met daarnaast het silhouet van een mens ter vergelijking. Volgens deze tekening zou het hoofd van Kelenken op een hoogte gehouden zijn van iets meer dan twee meter. In het artikel Skull morphology of giant terror birds uit 2006 vermelden de auteurs dat Kelenken '10% groter dan de grootste voordien bekende schrikvogels (Brontornis burmeisteri en Phorusrhacos longissimus)' was. De hoogte van Brontornis burgmeisteri was volgens Alvarenga & Hofling 2,8 meter, wat dan een hoogte van meer dan drie meter zou opleveren voor Kelenken.
Vooral de beenderen van de achterpoot zijn wegens hun niet al te variabele bouw geschikt voor een vergelijking in lichaamslengte. Van de linkerpoot is de volledige tarsometatarsus gevonden. Deze heeft een lengte van 43,7 cm, is in het midden 4,8 cm breed en meer dan negen centimeter breed aan de uiteinden. Daarnaast werd de bovenste helft van een van de eerste teenkootjes gevonden. Dit fragment heeft een lengte van ongeveer zes centimeter.

### Algemene bouw
Alle vogels zijn theropode dinosauriërs. Kelenken was een vleesetende loopvogel waarvan de voorouders het vermogen tot vliegen weer hadden verloren. Door zijn toegenomen omvang begon het dier opnieuw zijn oude verwanten, zware landroofdieren als Allosaurus en Tyrannosaurus, in bouw te benaderen. Net als deze had hij een horizontale romp die een lange nek droeg, bekroond door een grote schedel. De voorpoten, die niet meer als vleugels konden dienen, waren klein geworden. Het lichaam werd gedragen door krachtige achterpoten. Maar er waren ook verschillen met de vroegere roofsauriërs. De lange staart was voorgoed in een stompje veranderd en de spieren die het dijbeen naar achteren trokken, zaten nu vast aan de achterzijde van het bekken. Ook de verloren tanden kwamen niet meer terug: de prooi moest uitgeschakeld worden door de grote snavel.

### Onderscheidende kenmerken
De auteurs van het beschrijvende artikel wisten een diagnose van negen kenmerken vast te stellen die Kelenken typeerden. In vier daarvan onderscheidt Kelenken zich van zijn directe verwanten. Zulke nieuwe afgeleide eigenschappen, ofwel autapomorfieën, vormen het bewijs dat het inderdaad om een aparte soort gaat.
De vier autapomorfieën van Kelenken zijn de volgende.
- Het is een grote phorusrhacide met een zeer lange snuit, langer dan die van Phorusrhacos longissimus Ameghino 1887.
- Boven de oogkas bevindt zich een verbening die past binnen een holte in een uitsteeksel, de processus postorbitalis.
- Het achterhoofdsgat heeft ongeveer de vorm van een driehoek.
- Op de hoek van de binnenste onderzijde van de buitenste cotyle van de tarsometatarsus bevindt zich een bult die minder naar boven uitsteekt dan de verheffing tussen de cotylen.

Daarnaast zijn er nog vijf kenmerken die op zich niet uniek zijn maar die wel een typerende combinatie vormen. De bovenste zijkanten van het beenvlak van het achterhoofd vormen vleugelvormige uitsteeksels met een stompe punt. Het jukbeen vormt een hoge en robuuste boog, groter dan die van Devincenzia pozzi Kraglievich 1931. De schacht van de tarsometatarsus heeft in het midden een ruwweg vierkante doorsnede die afwijkt van de rechthoekige doorsnede van de middenin zeer brede schacht bij de Brontornithinae. Het vierde middenvoetsbeen heeft een vierkante sleuf die afwijkt van de sleuf bij Devicenzia pozzi, die de vorm heeft van een staande rechthoek. Bij de tarsometatarsus staat de opening voor het onderste aderkanaal ongeveer op de middenlijn gevormd door de lengteas.

### Skelet

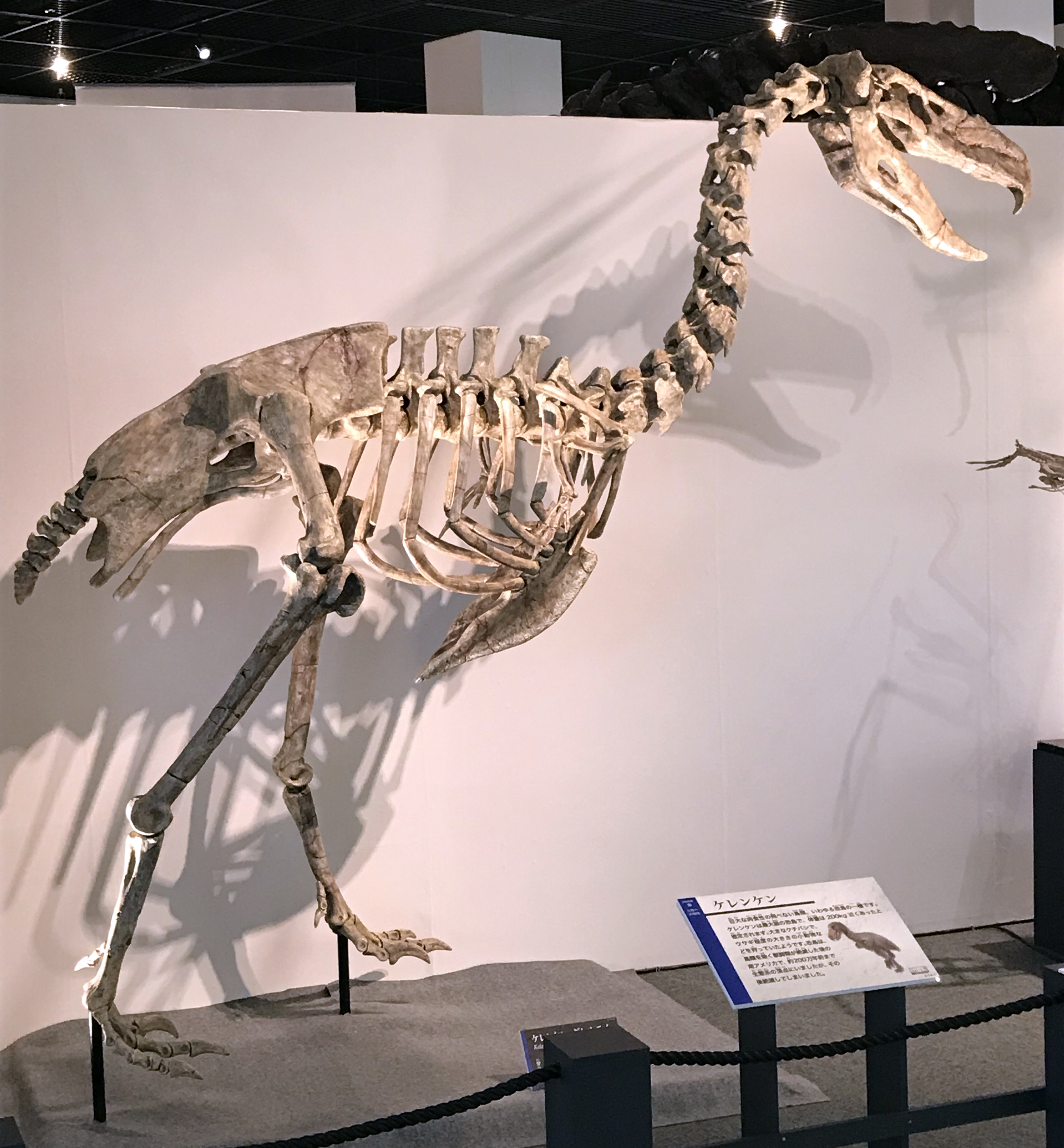
Skeletreconstructie van Kelenken

#### Schedel

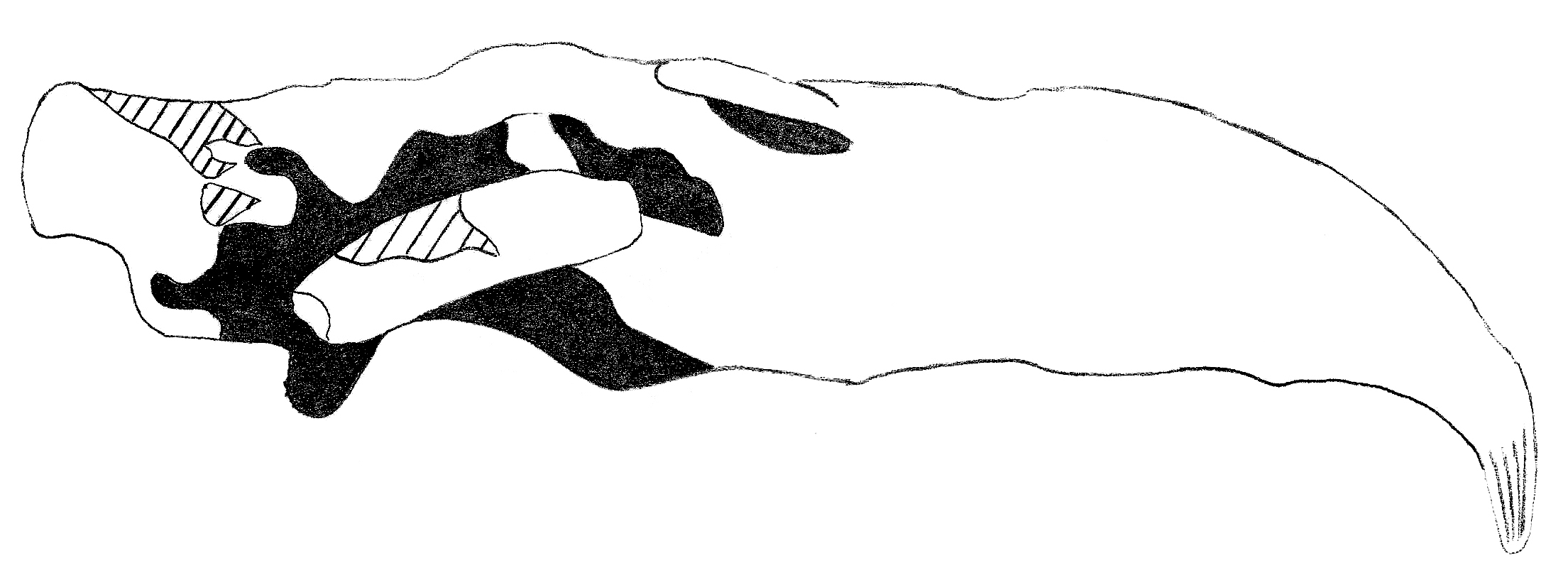
Schets van de gevonden schedel; gearceerde stukken ontbreken bij het fossiel. De zware jukboog, linksonder, is bij het specimen naar boven geschoven tot over de onderzijde van de oogkas

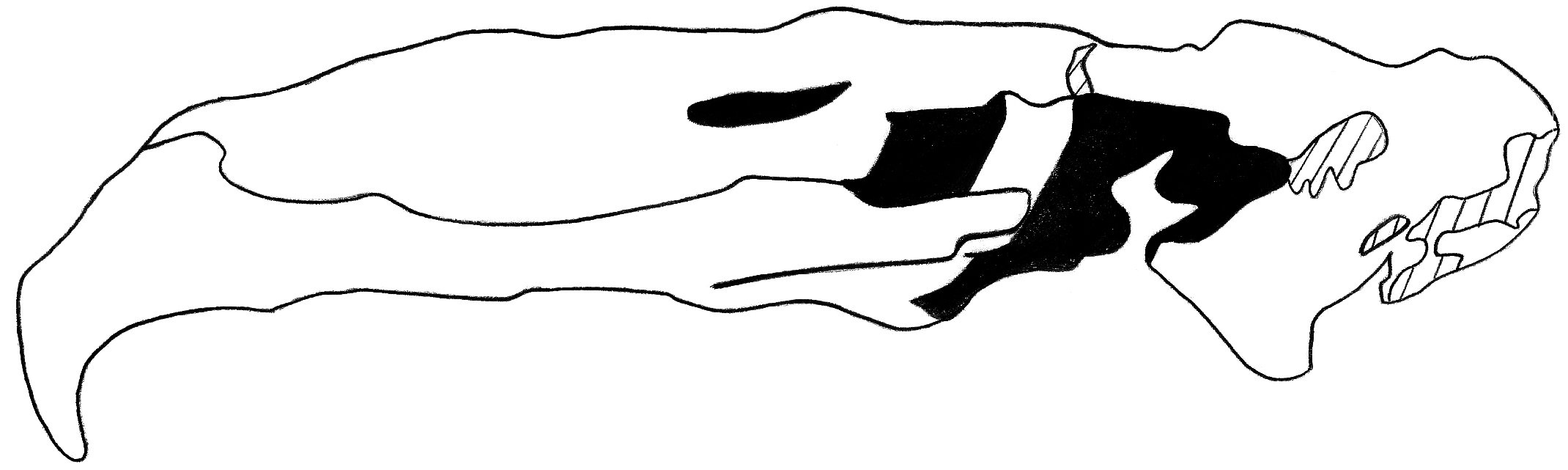
Schets van de linkerkant van de schedel

Omdat voorlopig slechts een goed geconserveerde schedel en voetbeenderen bekend zijn, gaat een groot deel van de beschrijving over de kenmerken van de schedel. Deze was bij het schrijven van de protoloog de best geconserveerde schedel van een grote schrikvogel, met een schedel langer dan zestig centimeter, ooit gevonden, hoewel hij van boven naar beneden wat is samengedrukt als gevolg van geologische processen. De belangrijkste elementen die ontbreken zijn beenderen van de achterste onderkant.
De schedel is 71,6 centimeter lang. Daarmee heeft Kelenken, als we de hoornschacht van de bovensnavel niet meetellen, de langste schedel van alle bekende vogels, zowel levend als uitgestorven. De schedel is van bovenaf bezien driehoekig in vorm, met een lange voorste punt en een brede achterkant, 225 millimeter wijd. Hij is langgerekter dan die van andere schrikvogels. Meer dan de helft ervan wordt gevormd door het rostrum, de benige delen van de schedel die bij het levende dier bedekt waren door de hoornen bovensnavel. Gemeten tussen de snavelpunt en de neusgaten beslaat de snuit 56% van de totale schedellengte en dat percentage ligt hoger dan bij elke andere bekende vogel, inclusief de verwant Phorusrhacos longissimus. De snuit is in absolute zin hoog, maar relatief minder hoog dan die van Patagornis, Andrewsornis en Andalgalornis. De schedel als geheel is namelijk, ook als we compenseren voor de samendrukking, nogal afgeplat; dat geldt vooral voor het achterste gedeelte. De bouw van de schedel is zeer robuust.
De vondst van de schedel van Kelenken verschaft inzichten die kunnen helpen bij de reconstructie van schedels van andere grote schrikvogels. Vóór de vondst van Kelenken waren de enige bronnen van informatie over de schedels van grote schrikvogels enkele fragmentarische resten van Devincenzia pozzi, gevonden in 1937, en een schets van een schedel van Phorusrhacos longissimus, gevonden in of voor 1895. De reconstructies die van de schedels van grote schrikvogels waren gemaakt, waren hierdoor voor een belangrijk deel extrapolaties van veel kleinere exemplaren, zoals een vrijwel complete en goed bewaarde vijfendertig centimeter lange schedel van Patagornis marshi, gevonden vóór 1899, die vermoedelijk ook de schets van de schedel van Phorusrhacos longissimus beïnvloed heeft.

##### Snuit
In zijaanzicht is het bovenprofiel van de snuit, gevormd door het os praemaxillare, een geleidelijk naar beneden krommende curve die vooraan uitloopt in een lang, verticaal gericht, haakvormig uitsteeksel. Deze scherpe snavelpunt steekt ver beneden het niveau van de bovenkaaklijn uit, iets wat typerend is voor de grotere Phorusrhacidae. De onderkant van de voorste beenkern van de snavel, voornamelijk gevormd door het bovenkaaksbeen, heeft aan de zijkanten scherpe snijranden, de cristae tomiales. Aan de binnenzijde van iedere snijrand ligt er op de onderkant van de snuit in de lengterichting een richel, van de rand gescheiden door een groeve. De twee richels worden op hun beurt weer door groeven gescheiden van het licht bol gewelfde middengedeelte van de onderkant. De zijkanten van de snuit zijn onregelmatig overdekt door talrijke putjes, die dienden als aderkanalen en zenuwkanalen die de hoornschacht van de snavel voedden en hem in staat stelden tactiele prikkels door te geven. Over het achterste twee derden deel van de snuit lopen boven en parallel aan de snijranden diepe uithollingen over de zijkanten. Hierdoor wordt het bovenvlak van de snuit tot ongeveer een derde versmald.

##### Zijwand
Aan de bovenste achterkant van de snuit ligt aan beide zijden een neusgat. De positie en vorm van het neusgat is bij de grotere Phorusrhacidae slecht bekend en de schedel van Kelenken verschafte hierover voor het eerst wat meer informatie. Door de samendrukking van het fossiel is de omtrek niet met grote zekerheid te bepalen maar de beschrijvers namen aan dat de neusopening ongeveer de vorm had van een liggende ovaal. De achterkant van het neusgat wordt gevormd door een tak van het kleine neusbeen richting het bovenkaaksbeen. Of de neusgaten, zoals bij de phorusrhaciden gebruikelijk, intern verbonden zijn door het ontbreken van een verbeend tussenschot, is bij het fossiel niet waarneembaar. Schuin onder en achter het neusgat bevindt zich nog een opening in de schedelwand, de voor Archosauria kenmerkende fenestra antorbitalis. Dit venster heeft een min of meer rechthoekige vorm. De voorrand ervan ligt ter hoogte van de achterrand van het neusgat; de onderrand is recht. De achterrand wordt gevormd door een robuust rechthoekig traanbeen dat verzonken ligt ten opzichte van zowel het bovenliggende voorhoofdsbeen als de onderliggende boog van het jukbeen. De beide traanbeenderen zijn bij het specimen vrij gaaf bewaard gebleven; hun beperkte hoogte vormt het bewijs dat de schedel echt laag was, niet slechts als een artefact ten gevolge van de samendrukking. Het traanbeen scheidt de fenestra antorbitalis van de oogkas. De oogkassen zijn bij het fossiel duidelijk wat ineengedrukt maar hun ruwe vorm is nog te bepalen: ze hebben min of meer de omtrek van een liggende rechthoek met een iets holle bovenrand en een licht bolle onderrand. Ter hoogte van de oogkassen begint de schedel uitwaaierend te verbreden wat de ogen meer naar voren richt. De bovenrand is verbreed en afgerond; het zijwaarts uitstekende achterste stuk vormt een afhangende richel die het oog overhangt. Onzeker is welk bot deze dikke bovenrand eigenlijk vertegenwoordigt; bij het specimen is er geen verbinding tussen vast te stellen maar bij schedels van verwante soorten is de beenrichel wel geïnterpreteerd als een achterste tak van het traanbeen. Het uiteinde van de bovenrand past in een holte aan de voorkant van een zijwaartse uitloper, de processus postorbitalis, van het voorhoofdsbeen. De onderkant van de oogkas wordt gevormd door de robuuste boog van het jukbeen. Het jukbeen is uitzonderlijk hoog met een glad buitenste oppervlak maar overdwars gemeten tamelijk dun: de dikte bedraagt in het midden slechts een kwart van de hoogte. Tussen de oogkassen bevindt zich een verbeend tussenschot waarvan een voorwaartse uitloper zichtbaar is tussen de fenestrae antorbitales.

##### Schedeldak
De voorhoofdsbeenderen zijn naadloos met elkaar, de snuit en de achterliggende wandbeenderen versmolten, wat het lastig maakt hun precieze omvang vast te stellen. Samen vormden de voorhoofdsbeenderen een plat spatelvormig beenvlak tussen de oogkassen en maakten het grootste deel van het schedeldak uit. Aan zijn onderzijde heeft ieder voorhoofdsbeen een grote uitholling als aanhechting voor een sluitspier, de Musculus pseudotemporalis superficialis, die bij vogels vanaf het coronoïde uitsteeksel van de onderkaak naar boven toe loopt en eindigt tussen de hersenpan en de rand van het voorhoofdsbeen. Achter de voorhoofdsbeenderen wordt de achterkant van het schedeldak gevormd door de kortere wandbeenderen waarvan het gladde bovenvlak een doorsnee heeft als van een zandloper. Het middel van de zandlopervorm wordt aan beide zijden tot op twee centimeter breedte ingesnoerd door een tongvormige verlaging van het schedeldak die zeer ruw is omdat ze dient als aanhechting van een deel van een spiergroep, de op verschillende punten aan de onderkaak ontspruitende Musculus adductor mandibulae externus die het belangrijkste deel van de bijtkracht van kop leverde. Het aanhechtingsvlak wordt omzoomd door een richelboog, de crista temporalis. Het vlak van het schedeldak wordt op dit punt plots afgebroken door een schuin naar binnen en achteren gerichte insnijding, de fossa temporalis, waardoor een rand gevormd wordt waaromheen de spier zich wikkelde, waarbij de verruwing zich voortzet richting hersenpan. Die rand — die vrij scherp is maar anders dan bij verwanten geen richel draagt — is meteen de achterkant van een hoekvormig zijwaarts uitsteeksel van het schedeldak, waarvan de voorkant gevormd wordt door de bovenrichel van de oogkas en de hoek zelf door de processus postorbitalis van het voorhoofdsbeen.
De hoek direct achter de oogkas vormt niet het breedste deel van de schedel: nog breder is met 312 millimeter namelijk de rechte achterrand van het schedeldak, bekroond door de brede dwarskam van de nek, de crista nuchalis transversa. Aan de voorkant van ieder zo gevormd uitsteeksel op de achterste hoek bevindt zich een ronde uitholling, de aanhechting voor de Musculus depressor mandibulae, de spier die de onderkaken opent. Deze uitholling loopt naar voren en beneden af, parallel aan de fossa temporalis die ervan gescheiden wordt door een kleiner jukvormig uitsteeksel aan de zijkant van de schedel, de processus zygomaticus. Onder dit uitsteeksel vloeit de oogkas samen met het onderste slaapvenster. De beenderen achter de opening die zo gevormd wordt, zijn slecht bewaard gebleven. Bovenaan bevindt zich in ieder geval een os squamosum, in de onderste uitloper waarvan de bovenkant van het vierkantsbeen, het os quadratum past. Dit quadratum heeft onderaan een afgeronde knobbel, vermoedelijk de condylus medialis die articuleerde met de onderkaak.

##### Achterhoofd

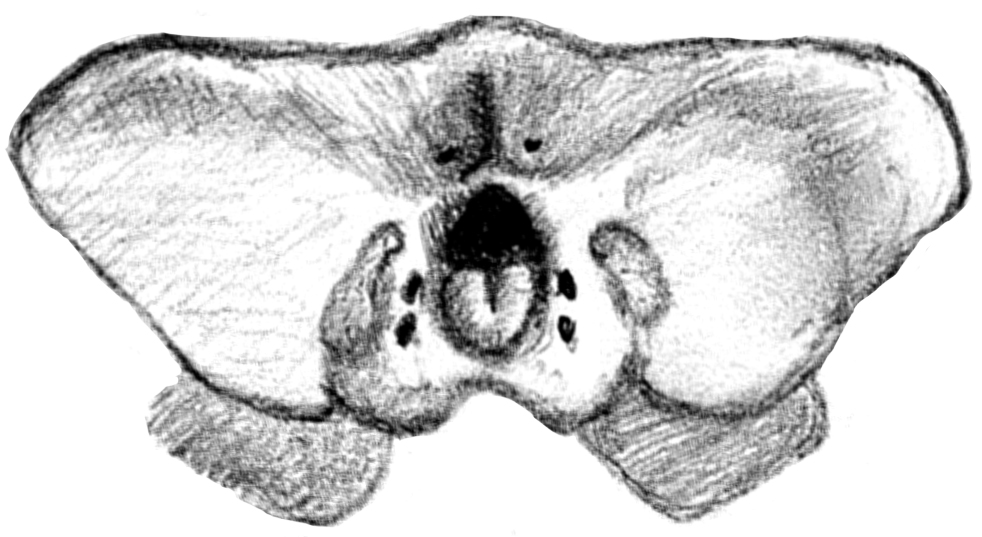
Een schematische schets van het achterhoofd van Kelenken; de onbekende processus paroccipitales zijn weggelaten

Het achterhoofd is breed en sterk afgeplat. De vergroeiing van de verschillende elementen van het achterhoofd, die bij alle theropoden al ver voortgeschreden is, heeft bij de latere vogels geresulteerd in zo'n volledige naadloze versmelting dat het niet meer mogelijk is ze individueel te onderscheiden of de grens met de wandbeenderen van het schedeldak te bepalen. In het midden van de bovenkant van het achterhoofd bevindt zich een verticale richel, de crista nuchalis saggitalis, die tussen het achterhoofdsgat en de dwarskam loopt. Deze richel scheidt de iets uitgeholde aanhechtingsvlakken van de linker en rechter Musculus splenius capitis. Deze spieren hieven als ze beide samentrokken het hoofd; bij een enkelvoudige contractie werd de kop zijwaarts getrokken. Lager op het achterhoofd bevinden zich andere zijwaartse uitsteeksels met een gelijksoortige functie maar van deze processus paroccipitales is vorm en omvang onbekend doordat ze bij het fossiel afgebroken zijn. Aan beide zijden van de verticale richel is een opening voor een aderkanaal zichtbaar, het foramen venae occipitalis externae. Het achterhoofdsgat, de toegang tot de hersenpan, heeft de doorsnede van een afgeronde driehoek met de punt naar boven gericht. Het bovenpunt van het achterhoofdsgat valt samen met de onderkant van de verticale richel en overhangt zo de meer verzonken zijkanten. Direct onder het achterhoofdsgat bevindt zich een iets grotere ronde knobbel, de condylus occipitalis, die de verbinding vormt met de nek. Vanaf de bovenkant tot het midden van de knobbel loopt een verticale groeve, de incisura medialis condyli. Anders dan bij sommige verwanten is de onderrand van de knobbel niet in een groeve verzonken. Links en rechts van de knobbel liggen twee ovale openingen onder elkaar, vermoedelijk zenuwkanalen, de foramina nervorum hypoglossorum, voor de ondertongzenuwen. Daarbuiten liggen weer twee grotere verticale uithollingen, wellicht de fossae parabasales die bij vogels openingen voor aderkanalen bevatten, voor de arteria carotis cerebralis en de arteria ophthalmica externa, en een aantal zenuwkanalen.

##### Verhemelte
Het grootste deel van de onderkant van de schedel bestaat uit een gesloten verhemelte. De onderkanten van de praemaxillae, vooraan een driehoekig vlak vormend, gaan naar achteren naadloos over in de vlakke interne vleugels van de bovenkaaksbeenderen waarvan de buitenranden eerst vrijwel parallel lopen. De vleugels raken elkaar op de middenlijn in een opvallende uitholling. Meer naar achteren worden de vleugels boller en lopen dan verwijdend uit in de bredere verhemeltebeenderen ofwel ossa palatina. Deze zijn gescheiden door een lange en nauwe opening, de fossa choanalis, waarin de choana ligt, het kanaal tussen de neusholte en orofarynx. Het verhemeltebeen heeft geen overlappende flexibele voorste uitloper naar het bovenkaaksbeen, een structuur die bij kleinere vogels deel uitmaakt van het mechanisme dat bij het openen van de onderkaken automatisch de snuit naar boven klapt; de zware bouw van de schedel van de schrikvogels staat zo een kinesis niet toe. Wel is er een staafvormig os pterygoideum dat tussen het verhemeltebeen en een naar voren gerichte tak, de processus orbitalis, van het quadratum loopt. Door beschadigingen is er weinig van de hersenpan bekend.

### Voet

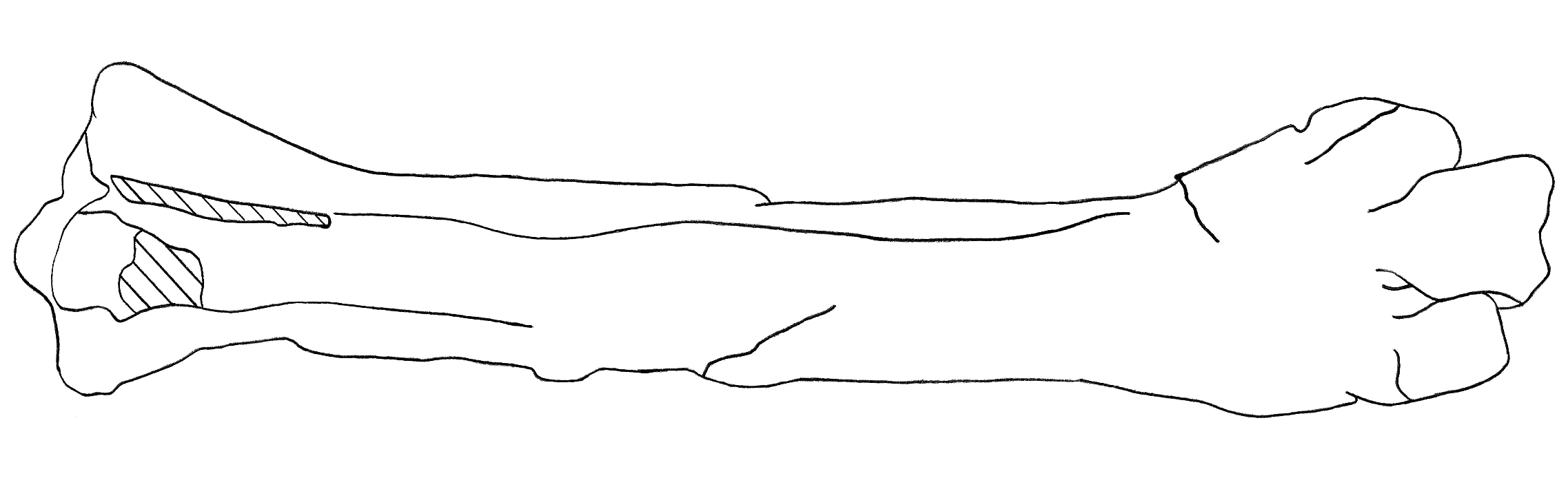
Schets van de achterkant van de tarsometatarsus van het holotype

De gevonden delen van de voet bestaan uit een linkertarsometatarsus en twee aaneengesloten stukken van een derde bovenste teenkootje. Dat laatste was te fragmentarisch om een beschrijving in de protoloog te rechtvaardigen. Een foto toont een nauwere schacht, het corpus phalangis die naar boven toe verwijdt om een cotyla articularis te vormen met een opvallende bovenste beenlip en een breedte van zo'n zes centimeter.
De tarsometatarsus is een vergroeiing van het tweede, derde en vierde middenvoetsbeen: met elkaar en met de onderste enkelbeenderen. De tarsometatarsus heeft bij Kelenken een lengte van 437,14 millimeter, wat duidt op een lengte van de gehele achterpoot van circa anderhalve meter. Ondanks de vergroeiing zijn de middenvoetsbeenderen, de metatarsalia, nog duidelijk herkenbaar. Dat geldt vooral voor de uiteinden. Hun bovenkanten vormen verbrede beenstijlen, cotylen, op de bovenzijde van de tarsometatarsus, die een breedte heeft van 97,7 millimeter. Aan de onderkant, 90,19 millimeter breed, zijn hun oude scharniervormige gewrichtsvlakken, met opstaande randen en een verdiept middenvlak, nog zichtbaar als gescheiden trochleae die verticale sleuven vormen voor de articulatie met de bovenste teenkootjes.
De bovenvlakken van de cotylen, die articuleren met de gewrichtsknobbels van het onderbeen, zijn ongeveer ovaal in doorsnede en diep uitgehold. De ovalen zijn met hun lange as van voor naar achter gericht, met hun korte as van links naar rechts. De buitenste cotyle, de cotyla lateralis die het oorspronkelijke vierde middenvoetsbeen vertegenwoordigt, is duidelijk kleiner dan de binnenste cotyle, de met het tweede middenvoetsbeen homologe cotyla medialis, en eindigt van achteren bezien bovenaan ook wat lager. Daarentegen is de buitenste cotyle aan haar buitenkant hoekiger en heeft dikkere randen. In de terminologie die gebruikt wordt om de vogelanatomie te beschrijven gaat men uit van de gedachte dat de tarsometatarsus een enkel element is en zo wordt de bovenkant van het derde middenvoetsbeen niet aangeduid als een cotyle maar als een "intercotylaire verheffing", een eminentia intercotylaris. Deze steekt boven de cotyla medialis en de cotyla lateralis uit, en is robuust gebouwd. De buitenste cotyle heeft aan de kant van de verheffing op zijn achterste bovenrand een opvallende bult die wel boven haar eigen gewrichtsvlak uitsteekt maar lager blijft dan de eminentia intercotylaris. Deze bult raakt de binnenste cotyle niet want daartussen bevindt zich een brede en robuuste hypotarsus, 63,56 millimeter hoog, in feite de naar achteren uitstekende bovenschacht van het derde middenvoetsbeen. De bovenkant van de hypotarsus, die op het niveau ligt van de cotylen, is aan de buitenzijde, dus aan de kant van de buitenste cotyle, wat hoger dan aan de binnenzijde.
De schacht van de tarsometatarsus is matig slank. Over de bovenste voorkant van de schacht loopt een diepe groeve, de sulcus extensorius die diende als kanaal voor een de voet strekkende pees. In de groeve liggen verschillende kleinere spleten die dienden als aderkanalen, foramina vascularia proximalia, waarvan de uitgangen aan de achterkant zichtbaar zijn, aan beide zijden van de hypotarsus. Naast de sulcus extensorius lopen hoge nauwe richels. Als geheel is het bovenste twee derden deel van de voorste schacht hol; het onderste deel is vlakker. Aan de achterkant is de schacht bovenaan juist bol. In het midden lopen twee hoge kammen, de crista plantaris lateralis en de crista plantaris medialis waartussen een ondiepe groeve loopt voor de krommende pees, de sulcus flexorius. Het geheel is een overblijfsel van de zogenaamde arctometatarsale middenvoet van eerdere theropoden waarin het derde middenvoetsbeen bovenaan op de voorkant toegeknepen werd — wat een diepe centrale uitholling opleverde — en naar achteren gedrongen zodat een centrale verheffing op de achterzijde ontstond. Meer naar beneden heeft de schacht een rechthoekige doorsnede met een breedte van 48,82 millimeter.
Het onderste gedeelte van de schacht wordt doorboord door een aderkanaal, het foramen vasculare distale. Dit kanaal is trechtervormig met een brede opening aan de voorzijde van de schacht die gelegen is boven en tussen de derde en vierde trochleae metatarsi. De nauwere uitgang aan de gladde achterzijde van de schacht is centraal geplaatst, boven de buitenste zijrand van de derde trochlea. De afstand tussen de uitgang en de onderkant van de derde trochlea bedraagt 75,19 millimeter.
Van de trochleae is de middelste, de derde, veel groter dan de tweede en vierde en steekt ook verder naar beneden uit. De respectievelijke breedten van de tweede tot en met vierde trochleae bedragen 22,5; 41,96 en 29,42 millimeter. De derde trochlea vormt een enorm scharniergewricht met opstaande randen; de sleuf is aan de achterzijde dieper uitgehold dan aan de voorzijde. De vierde trochlea, aan de buitenzijde, is weer wat groter en verder uitstekend dan de tweede aan de binnenzijde. De vierde trochlea is alleen aan de achterkant uitgehold, waarbij de opstaande rand aan de buitenzijde verder naar achteren uitsteekt dan de rand aan de binnenzijde; dit moet de vierde teen iets naar binnen gericht hebben. Doordat deze trochlea meer naar achteren kromt, was die teen ook meer naar achteren geplaatst ten opzichte van de derde teen. Door beschadigingen is niet duidelijk of de tweede trochlea precies dezelfde structuur heeft; de kromming naar achteren is ook daar aanwezig maar het hele gewricht is meer naar de kant van het lichaam gericht, wat de tweede teen in die richting gespreid moet hebben. De naar binnen gerichte, respectievelijk naar buiten gerichte zijkant van de tweede en vierde trochlea en beide zijkanten van de derde trochlea hebben diepe putten als aanhechting van de gewrichtskapsels.

## Taxonomie
Vanwege het enorme formaat van de overblijfselen, in combinatie met de zijdelings afgeplatte en sterk gehaakte bolle snavel, plaatsten Bertelli e.a. Kelenken in de klade Phorusrhacidae. Daarbinnen zou het een lid zijn van een deelgroep, de Phorusrhacinae.
Deze conclusies werden niet getrokken op grond van een exacte kladistische analyse maar door toepassing van de traditionele methode van de vergelijkende anatomie. Kelenken toont verschillende nieuwe eigenschappen die met de Phorusrhacinae gedeeld worden, hun synapomorfieën. In dit geval werd het vaststellen daarvan bemoeilijkt door ontbrekende gegevens. Er bestaat niet veel schedelmateriaal van soorten uit de Phorusrhacinae. Alleen van Devincenzia zijn voldoende schedelrestanten gevonden om een vergelijking te kunnen maken en zelfs die beperken zich tot het achterste deel. Overeenkomsten met deze restanten zijn de relatief lage en rechthoekige oogkas, en het grote occipitale vlak gevormd door de bovenste achterzijde van de schedel, meer dan twee maal zo breed als hoog. Verder is het achterhoofd als geheel laag en afgeplat. De processus postorbitalis van het voorhoofdsbeen, een uitstekend deel dat de achterrand van de oogkas vormt, is stomp en afgerond, in plaats van scherp. Met de phorusrhacine Titanis wordt het kenmerk gedeeld van een vlakke onderste achterkant van de tarsometatarsus.
De plaatsing werd verder ondersteund door verschillen aan te geven met andere deelgroepen van de Phorusrhacidae, hoewel dat slechts een zwak en indirect bewijs oplevert. De schedel verschilt van die van Patagornithinae, Mesembriornithinae en Psilopterinae in een reeks kenmerken. Het postorbitale uitsteeksel is bij de genoemde groepen juist scherp en naar beneden gericht. De snavel van Kelenken is, zowel absoluut als relatief, veel langer. Kelenken heeft een fors jukbeen waarvan de boog (arcus jugalis) met name in de dorsoventrale richting (van boven naar beneden) groter was dan dat van de Patagornithinae en Psilopterinae. De kleine neusgaten verschillen van de grote, ovale neusgaten bij de Psilopterinae. Al deze groepen tonen een veel slankere tarsometatarsus. Hun tarsometatarsus wijkt verder af door cotylen die even hoog zijn en een eminentia intercondylaris die een uitholling heeft voor een gewrichtskapsel. Bij de Patagornithinae en de Psilopterinae bevindt zich daarnaast een opvallend uitsteeksel op de buitenrand van de buitenste cotyle; bij de Psilopterinae steekt de binnenrand van de tweede trochlea bijzonder sterk naar achteren uit. De Mesembriornithinae hebben het afwijkende kenmerk dat de voorste peesgroeve helemaal tot aan de onderkant van de schacht van de tarsometatarsus reikt.
Bovengenoemde alternatieve deelgroepen bestaan uit vrij kleine soorten maar is er ook een klade met grote vormen: de Brontornithinae. De relatief tengere tarsometatarsus onderscheidt Kelenken van deze Brontornithinae, waarvan de leden een stevigere, relatief korte en brede tarsometatarsus bezaten, van voor naar achter afgeplat en voorzien van een derde trochlea die naar boven toe verwijdde.
Hoewel zijn tarsometatarsus verschillen vertoont met die van de andere soorten in de Phorusrhacinae, vormen deze geen aanwijzingen dat Kelenken geen phorusrhacine is; iedere soort heeft zijn eigen afwijkende kenmerken. Deze verschillen met de reeds bekende soorten oordeelden de beschrijvers te groot om deze soort in een al benoemd geslacht op te nemen.
In 2011 publiceerden Bertelli, Chiappe en Alvarenga een kladistische studie naar de fylogenie van de Phorusrhacidae waarin door een computerprogramma de stamboom van die groep was berekend die het minste aantal evolutionaire veranderingen vooronderstelde en dus het waarschijnlijkst was. De resultaten van hun onderzoek worden weergegeven in dit cladogram:
|  | Mesembriornis milneedwardsi |
|  |                             |
|  | Mesembriornis incertus      |
|  |                             |

|  | Psilopterus bachmanni |
|  |                       |
|  | Psilopterus lemoinei  |
|  |                       |
|  | Psilopterus colzecus  |
|  |                       |
|  | Procariama simplex    |
|  |                       |

|  | Patagronis marshi                                                         |
|  |                                                                           |
|  | Andrewsornis abboti                                                       |
|  |                                                                           |
|  | Andalgalornis steulleti                                                   |
|  |                                                                           |
|  | Phorusrhacos longissimus                                                  |
|  |                                                                           |
|  | Titanis walleri                                                           |
|  |                                                                           |
|  | \| \| Devincenzia pozzi \| \| \| \| \| \| Kelenken guillermoi \| \| \| \| |
|  |                                                                           |
|  | Brontornis burmeisteri                                                    |
|  |                                                                           |
|  | Physornis fortis                                                          |
|  |                                                                           |
|  | Paraphysornis brasiliensis                                                |
|  |                                                                           |
|  | Devincenzia pozzi                                                         |
|  |                                                                           |
|  | Kelenken guillermoi                                                       |
|  |                                                                           |

|  | Devincenzia pozzi   |
|  |                     |
|  | Kelenken guillermoi |
|  |                     |

|  | Psilopterus bachmanni |
|  |                       |
|  | Psilopterus lemoinei  |
|  |                       |
|  | Psilopterus colzecus  |
|  |                       |
|  | Procariama simplex    |
|  |                       |

|  | Patagronis marshi                                                         |
|  |                                                                           |
|  | Andrewsornis abboti                                                       |
|  |                                                                           |
|  | Andalgalornis steulleti                                                   |
|  |                                                                           |
|  | Phorusrhacos longissimus                                                  |
|  |                                                                           |
|  | Titanis walleri                                                           |
|  |                                                                           |
|  | \| \| Devincenzia pozzi \| \| \| \| \| \| Kelenken guillermoi \| \| \| \| |
|  |                                                                           |
|  | Brontornis burmeisteri                                                    |
|  |                                                                           |
|  | Physornis fortis                                                          |
|  |                                                                           |
|  | Paraphysornis brasiliensis                                                |
|  |                                                                           |
|  | Devincenzia pozzi                                                         |
|  |                                                                           |
|  | Kelenken guillermoi                                                       |
|  |                                                                           |

|  | Devincenzia pozzi   |
|  |                     |
|  | Kelenken guillermoi |
|  |                     |

|  | Psilopterus bachmanni |
|  |                       |
|  | Psilopterus lemoinei  |
|  |                       |
|  | Psilopterus colzecus  |
|  |                       |
|  | Procariama simplex    |
|  |                       |

|  | Patagronis marshi                                                         |
|  |                                                                           |
|  | Andrewsornis abboti                                                       |
|  |                                                                           |
|  | Andalgalornis steulleti                                                   |
|  |                                                                           |
|  | Phorusrhacos longissimus                                                  |
|  |                                                                           |
|  | Titanis walleri                                                           |
|  |                                                                           |
|  | \| \| Devincenzia pozzi \| \| \| \| \| \| Kelenken guillermoi \| \| \| \| |
|  |                                                                           |
|  | Brontornis burmeisteri                                                    |
|  |                                                                           |
|  | Physornis fortis                                                          |
|  |                                                                           |
|  | Paraphysornis brasiliensis                                                |
|  |                                                                           |
|  | Devincenzia pozzi                                                         |
|  |                                                                           |
|  | Kelenken guillermoi                                                       |
|  |                                                                           |

|  | Devincenzia pozzi   |
|  |                     |
|  | Kelenken guillermoi |
|  |                     |

|  | Psilopterus bachmanni |
|  |                       |
|  | Psilopterus lemoinei  |
|  |                       |
|  | Psilopterus colzecus  |
|  |                       |
|  | Procariama simplex    |
|  |                       |

|  | Patagronis marshi                                                         |
|  |                                                                           |
|  | Andrewsornis abboti                                                       |
|  |                                                                           |
|  | Andalgalornis steulleti                                                   |
|  |                                                                           |
|  | Phorusrhacos longissimus                                                  |
|  |                                                                           |
|  | Titanis walleri                                                           |
|  |                                                                           |
|  | \| \| Devincenzia pozzi \| \| \| \| \| \| Kelenken guillermoi \| \| \| \| |
|  |                                                                           |
|  | Brontornis burmeisteri                                                    |
|  |                                                                           |
|  | Physornis fortis                                                          |
|  |                                                                           |
|  | Paraphysornis brasiliensis                                                |
|  |                                                                           |
|  | Devincenzia pozzi                                                         |
|  |                                                                           |
|  | Kelenken guillermoi                                                       |
|  |                                                                           |

|  | Devincenzia pozzi   |
|  |                     |
|  | Kelenken guillermoi |
|  |                     |

|  | Mesembriornis milneedwardsi |
|  |                             |
|  | Mesembriornis incertus      |
|  |                             |

|  | Psilopterus bachmanni |
|  |                       |
|  | Psilopterus lemoinei  |
|  |                       |
|  | Psilopterus colzecus  |
|  |                       |
|  | Procariama simplex    |
|  |                       |

|  | Patagronis marshi                                                         |
|  |                                                                           |
|  | Andrewsornis abboti                                                       |
|  |                                                                           |
|  | Andalgalornis steulleti                                                   |
|  |                                                                           |
|  | Phorusrhacos longissimus                                                  |
|  |                                                                           |
|  | Titanis walleri                                                           |
|  |                                                                           |
|  | \| \| Devincenzia pozzi \| \| \| \| \| \| Kelenken guillermoi \| \| \| \| |
|  |                                                                           |
|  | Brontornis burmeisteri                                                    |
|  |                                                                           |
|  | Physornis fortis                                                          |
|  |                                                                           |
|  | Paraphysornis brasiliensis                                                |
|  |                                                                           |
|  | Devincenzia pozzi                                                         |
|  |                                                                           |
|  | Kelenken guillermoi                                                       |
|  |                                                                           |

|  | Devincenzia pozzi   |
|  |                     |
|  | Kelenken guillermoi |
|  |                     |

|  | Psilopterus bachmanni |
|  |                       |
|  | Psilopterus lemoinei  |
|  |                       |
|  | Psilopterus colzecus  |
|  |                       |
|  | Procariama simplex    |
|  |                       |

|  | Patagronis marshi                                                         |
|  |                                                                           |
|  | Andrewsornis abboti                                                       |
|  |                                                                           |
|  | Andalgalornis steulleti                                                   |
|  |                                                                           |
|  | Phorusrhacos longissimus                                                  |
|  |                                                                           |
|  | Titanis walleri                                                           |
|  |                                                                           |
|  | \| \| Devincenzia pozzi \| \| \| \| \| \| Kelenken guillermoi \| \| \| \| |
|  |                                                                           |
|  | Brontornis burmeisteri                                                    |
|  |                                                                           |
|  | Physornis fortis                                                          |
|  |                                                                           |
|  | Paraphysornis brasiliensis                                                |
|  |                                                                           |
|  | Devincenzia pozzi                                                         |
|  |                                                                           |
|  | Kelenken guillermoi                                                       |
|  |                                                                           |

|  | Devincenzia pozzi   |
|  |                     |
|  | Kelenken guillermoi |
|  |                     |

|  | Psilopterus bachmanni |
|  |                       |
|  | Psilopterus lemoinei  |
|  |                       |
|  | Psilopterus colzecus  |
|  |                       |
|  | Procariama simplex    |
|  |                       |

|  | Patagronis marshi                                                         |
|  |                                                                           |
|  | Andrewsornis abboti                                                       |
|  |                                                                           |
|  | Andalgalornis steulleti                                                   |
|  |                                                                           |
|  | Phorusrhacos longissimus                                                  |
|  |                                                                           |
|  | Titanis walleri                                                           |
|  |                                                                           |
|  | \| \| Devincenzia pozzi \| \| \| \| \| \| Kelenken guillermoi \| \| \| \| |
|  |                                                                           |
|  | Brontornis burmeisteri                                                    |
|  |                                                                           |
|  | Physornis fortis                                                          |
|  |                                                                           |
|  | Paraphysornis brasiliensis                                                |
|  |                                                                           |
|  | Devincenzia pozzi                                                         |
|  |                                                                           |
|  | Kelenken guillermoi                                                       |
|  |                                                                           |

|  | Devincenzia pozzi   |
|  |                     |
|  | Kelenken guillermoi |
|  |                     |

|  | Psilopterus bachmanni |
|  |                       |
|  | Psilopterus lemoinei  |
|  |                       |
|  | Psilopterus colzecus  |
|  |                       |
|  | Procariama simplex    |
|  |                       |

|  | Patagronis marshi                                                         |
|  |                                                                           |
|  | Andrewsornis abboti                                                       |
|  |                                                                           |
|  | Andalgalornis steulleti                                                   |
|  |                                                                           |
|  | Phorusrhacos longissimus                                                  |
|  |                                                                           |
|  | Titanis walleri                                                           |
|  |                                                                           |
|  | \| \| Devincenzia pozzi \| \| \| \| \| \| Kelenken guillermoi \| \| \| \| |
|  |                                                                           |
|  | Brontornis burmeisteri                                                    |
|  |                                                                           |
|  | Physornis fortis                                                          |
|  |                                                                           |
|  | Paraphysornis brasiliensis                                                |
|  |                                                                           |
|  | Devincenzia pozzi                                                         |
|  |                                                                           |
|  | Kelenken guillermoi                                                       |
|  |                                                                           |

|  | Devincenzia pozzi   |
|  |                     |
|  | Kelenken guillermoi |
|  |                     |

Door ontbrekende gegevens was het voor veel soorten echter niet mogelijk precies hun positie te bepalen. Kelenken viel zoals verwacht uit als een phorusrhacide maar het bleek niet met zekerheid aan te geven tot welke deelgroep hij behoorde. Wel was het onwaarschijnlijk dat hij een lid was van de Mesembriornithinae of de Psilopterinae. Vermoedelijk vormden Kelenken en Devicenzia als zustersoorten een aparte aftakking. Zelfs deze uitkomsten waren echter zeer onzeker en werden slechts ondersteund door een Bremerwaarde van 1, dat wil zeggen: als slechts een enkele eigenschap fout bepaald zou zijn of er zou slechts een enkele eigenschap gevonden worden die in een andere richting wijst, is een andere vorm van de stamboom het resultaat. Hetzelfde artikel gaf daarnaast een traditionele classificatie die Kelenken in een onderfamilie Phorusrhacinae plaatste binnen een familie Phorusrhacidae.

## Levenswijze

### Habitat
Tijdens het late Mioceen maakte het wereldklimaat een geleidelijke afkoeling door. Over uitgestrekte gebieden werden tropische en subtropische regenwouden vervangen door veel koelere en drogere graslanden. De fauna paste zich daarbij aan. Dit proces deed zich ook, en vrij abrupt, in het zuiden van Zuid-Amerika voor. De Collón Curá-formatie waarin Kelenken gevonden is, vertegenwoordigt een korte overgangsfase waarin bos plaats maakte voor een meer op een pampa lijkend leefgebied. De habitat van Kelenken bestond uit uitlopers ten oosten van wat later de Andes zouden worden, met een vrij open landschap dat bewoond werd door grazende snelle hoefdieren. Heel veel fossielen zijn er niet uit de formatie bekend, voornamelijk fragmentarische resten van amfibieën, kleine reptielen en vogels.
Kelenken was niet het enige grote roofdier in dit ecosysteem. In 2010 werd uit de Collón Curá-formatie Patagosmilus beschreven, een buidelkat behorend tot de Thylacosmilidae, waarvan de sabeltanden gespecialiseerd waren in het door middel van bijtkracht doden van zware prooien.

### Gedrag
Algemeen wordt aangenomen dat alle schrikvogels en dus ook Kelenken vleeseters waren. Het is echter niet helemaal duidelijk hoe Kelenken zijn prooien ving en doodde. De slankere bouw doet vermoeden dat de vogel het meer moest hebben van snelheid dan van kracht, anders dan andere, zwaarder gebouwde, schrikvogels, zoals de Brontornithinae.

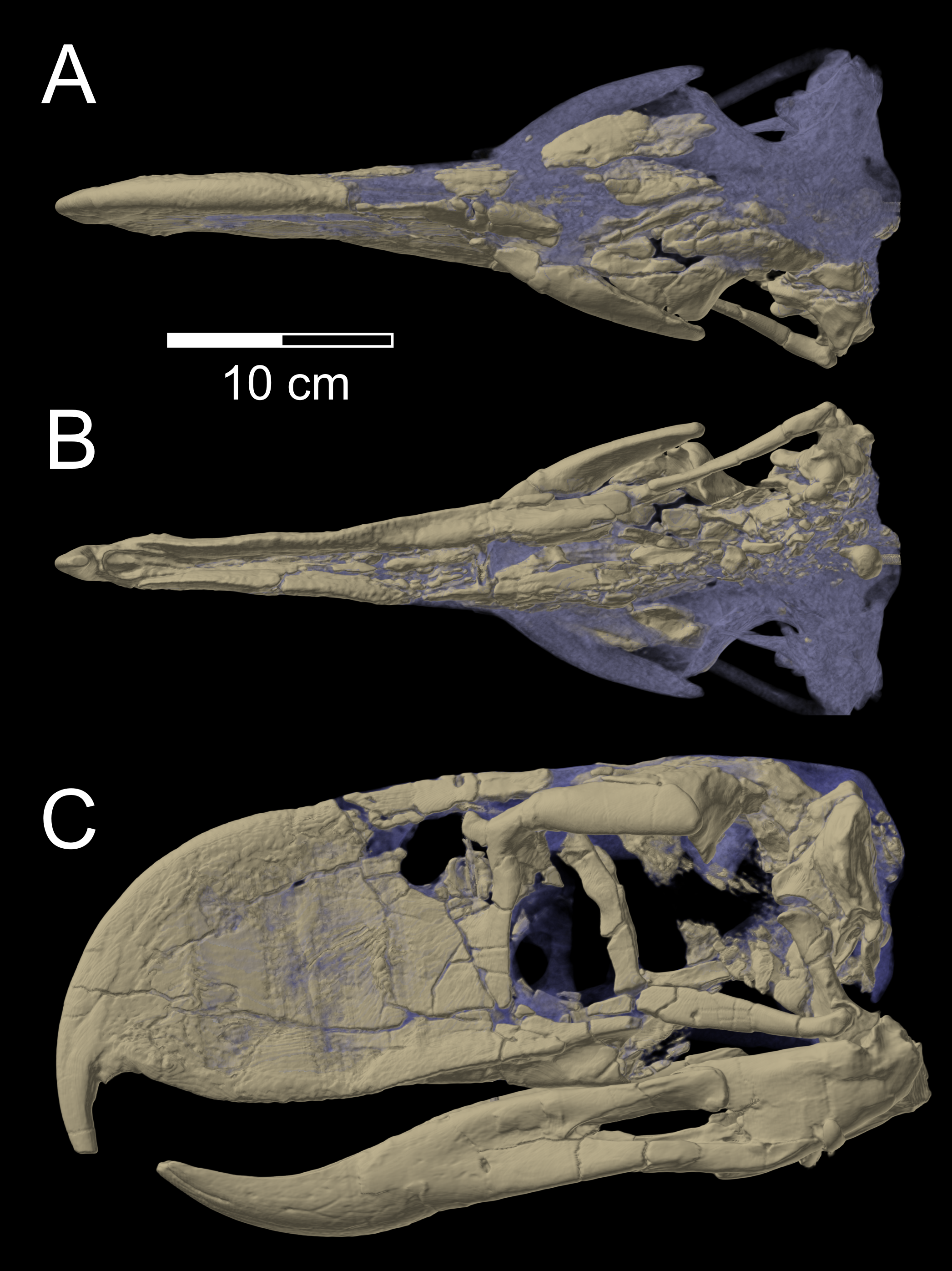
CT-scan van Andalgalornis, gebruikt in de studie naar de bijtkracht

In 2005 was door Rudemar Ernesto Blanco en Washington William Jones al een studie gepubliceerd waarin de loopsnelheden van enkele levende loopvogels en uitgestorven schrikvogels waren berekend aan de hand van de sterkte van de botten in de poten. Volgens Chiappe zou Kelenken, op grond van de slanke poten, "aanzienlijk sneller" geweest zijn dan men had geschat voor andere soorten. Hij was "...misschien niet zo snel als een struisvogel (met een topsnelheid van 70 km/h de snelste nog levende loopvogel), maar zeker een landvogel die snel kon rennen." De gevonden tarsometatarsus is relatief lang, maar ook slank: de verhouding tussen de lengte en de breedte (in het midden) is 0,11, een aanwijzing dat de vogel een snelle loper was. De traditionele visie dat schrikvogels met het toenemen van het formaat ook logger, trager en minder behendig werden, moest hierdoor worden bijgesteld.
Naar de bijtkracht van Kelenken is nog geen specifiek onderzoek verricht maar schattingen zijn wel bekend van verwanten. Een studie naar de schedel van Andalgalornis door Federico J. Degrange et al. (2010), de enige bestaande studie naar het eetgedrag van een lid van de Phorusrhacidae, wees uit dat de bijtkracht van deze schrikvogel met 133 newton relatief laag was in vergelijking met die van nog levende roofdieren. Zo is de bijtkracht van de maar 5,9 kg wegende Patagonische vos 131 N. De studie wees ook uit dat de schedel relatief slecht bestand is tegen zijdelingse krachten, wat de theorie dat schrikvogels hun prooien vastpakten en heen en weer schudden in een poging de rug te breken, onwaarschijnlijk maakt. De schedel was echter wel goed bestand tegen krachten uitgeoefend op de voor- of bovenkant. De auteurs stellen dus voor dat schrikvogels enkel joegen op kleine prooien, die ze volledig konden inslikken. Als ze echter joegen op grotere prooien zouden ze dat enkel doen door middel van een reeks gerichte klappen met de bek in een hit-and-run-tactiek. In dit geval zou het dier sterk en snel genoeg geweest zijn om op dieren als Theosodon, Homalodotherium en grote grondluiaards zoals Prepotherium te jagen. De uitzonderlijk lange snavel van Kelenken impliceert dat door de hefboomwerking de bijtkracht bij de snavelpunt relatief lager lag. De snijranden werden er echter door verlengd en het grijpvermogen verbeterd.
Een andere mogelijkheid is dat Kelenken een aaseter was. Onderzoek door Lawrence M. Witmer naar de hersenstructuur van andere schrikvogels met behulp van CT-scanners heeft echter uitgewezen dat de delen van de hersenen die verantwoordelijk zijn voor de reukzin (de bulbus olfactorius) bij deze groep niet erg ontwikkeld waren. Ze moeten dan dus meer op het zicht dan op de reuk hun prooien hebben gevonden. Aangezien de reuk een belangrijk zintuig is voor aaseters, omdat ze die gebruiken om karkassen mee op te sporen, maakt dit de hypothese dat Kelenken een pure aaseter was minder waarschijnlijk.

## In de populaire cultuur
Kelenken komt voor in de aflevering "Terror Bird" van het programma Prehistoric Predators van National Geographic. Bovendien komen in de film 10,000 BC schrikvogels voor die, vooral door hun grootte, erg lijken op Kelenken, maar ook mogelijk exemplaren van Titanis kunnen zijn.